# Crisis diplomática entre República Dominicana y Guatemala de 1947
La crisis diplomática entre República Dominicana y Guatemala de 1947 hace referencia a las divergencias surgidas entre el gobierno del dictador dominicano Rafael Leónidas Trujillo y el gobierno guatemalteco Juan José Arévalo, iniciado tras la falta de un acuerdo a favor de Emilio Rodríguez Demorici como Embajador dominicano en Guatemala en junio de 1947. El punto culminante de la crisis ocurrió el 8 de julio, el presidente Arévalo, de manera unilateral, anunció mediante una nota de prensa el rompimiento de las relaciones diplomáticas y comerciales con República Dominicana y acusó a Trujillo de tratar de convertir a República Dominicana en una  «monarquía».
El rompimiento de relaciones puso al descubierto la profunda enemistad existente entre los presidentes dominicano y guatemalteco, ya que Trujillo acusó a Arévalo de comunista y llevar a cabo, junto con el presidente de Venezuela Rómulo Betancourt de planear un golpe de Estado en contra de su gobierno. Mientras, el Congreso Dominicano respondió con una resolución condenando la «Brigada Internacional Comunista» dirigida por Arévalo y Betancourt.

## Reacciones internacionales
En los expedientes relativo a la crisis con Guatemala almacenados en el Ministerio de Relaciones Exteriores dominicano aparecen múltiples correspondencias de los diplomáticos dominicanos informando sobre la reacción internacional a la decisión guatemalteca de la ruptura de relaciones diplomáticas. Una de las comunicaciones más sorprendentes, sino la más sorprendente de todas fue la del Sr. Roberto Malagón, Encargado de Negocios en El Salvador, informando de detalles de su conversación con el presidente de ese país, el General Gastaneda Castro:

En el mismo día en que apareció publicado el comunicado, se celebró en la Casa Presidencial una rumbosa fiesta, patrocinada por el Excelentísimo Señor presidente de la Republica para presentar en sociedad a sus hijas Marta y Aracely… En el momento de hacerle mis respetuosos saludos al señor presidente, me manifestó que si no había recibido un documento que ese mismo día me había mandado con el Director de la oficina de prensa de la Casa Presidencial; al contestarle que no lo había recibido, me dijo que le procurara inmediatamente, porque consideraba que era de gran importancia; tuve la oportunidad en el transcurso de la fiesta de hablar varias veces con el Sr. Presidente, y me informo que el documento de referencia era la lista personal que el tenia de todos los emigrantes guatemaltecos, y que me la enviaba para que hiciera el uso más conveniente de ella…
Sr. Roberto Malagon

Las reacciones de otras misiones diplomáticas acreditadas en Guatemala también fueron de sorpresa y desconcierto, como evidencian los informes del Embajador de Brasil:

El procedimiento empleado por el Presidente de la República, insólito y descortés, mereció desde luego por parte de los miembros del cuerpo diplomático extranjero aquí acreditado, la más formal condenación. Solo el Señor Diego Córdoba, Ministro de Venezuela, tomo la defensa calurosa del acto del Presidente…
Embajador de Brasil en Guatemala, Raúl Fernández

El informe del Embajador Fernández tiene una clara interpretación política. A su juicio la actitud del diplomático venezolano, no puede ser razón de sorpresa, pues para él era clara la alianza Arévalo-Betancourt existente desde 1946. En su documento a Río de Janeiro también hace referencia a la vista del líder venezolano a Guatemala y a su discurso de agradecimiento por la invitación donde de manera clara y contundente invitó a todos los países de América a que en la conferencia Interamericana del año siguiente rompiesen relaciones diplomáticas con el régimen de Trujillo y a llamó a establecer un «cordón sanitario» alrededor de la República Dominicana.
Al momento de la visita de Betancourt a la Ciudad de Guatemala, ya no existían relaciones diplomáticas entre Venezuela y la República Dominicana, por lo que Betancourt trato de convencer a Arevelo de aislar no solo a Trujillo, sino también a Anastasio Somoza, en Nicaragua y Triburcio Carías Andino, en Honduras, dictadores latinoamericanos que según el seguían el poder bajo el beneplácito del Presidente Ávila Camacho de México.

## Resolución del Congreso Dominicano
Al parecer las creencias del diplomático brasileño eran también las del gobierno dominicano. Arturo Despradel, Ministro de Relaciones Exteriores en República Dominicana, envió un informe al Presidente Trujillo un informe, basado en la comunicación de Fernández, en el cual le informaba al presidente de la trama internacional para invadir la República Dominicana.
La denuncia no era totalmente falsa, debido a que en noviembre de 1947 el Congreso Dominicano promulgó una resolución condenando enérgicamente la actitud de los Jefes de Estado de Cuba, Guatemala y Venezuela por proteger la brigada internacional que se preparaba en Cuba para agredir al país:

UNICO: Denunciar, en nombre del pueblo que representan, ante la conciencia libre de los Gobiernos y pueblos de América -colectividad espiritual para fines jurídicos y morales bien definidos- la reprochable conducta y las peligrosas actuaciones del Presidente de la Junta Revolucionaria de Venezuela Rómulo Betancourt y del Presidente de Guatemala Juan José Arévalo, al organizar, tutelar, amparar y preservar la Brigada Internacional Comunista que desde playas cubanas, intento alterar la paz, justa, enérgica y progresista de que goza la República Dominicana.
Congreso de la República Dominicana